# Maria Shriver

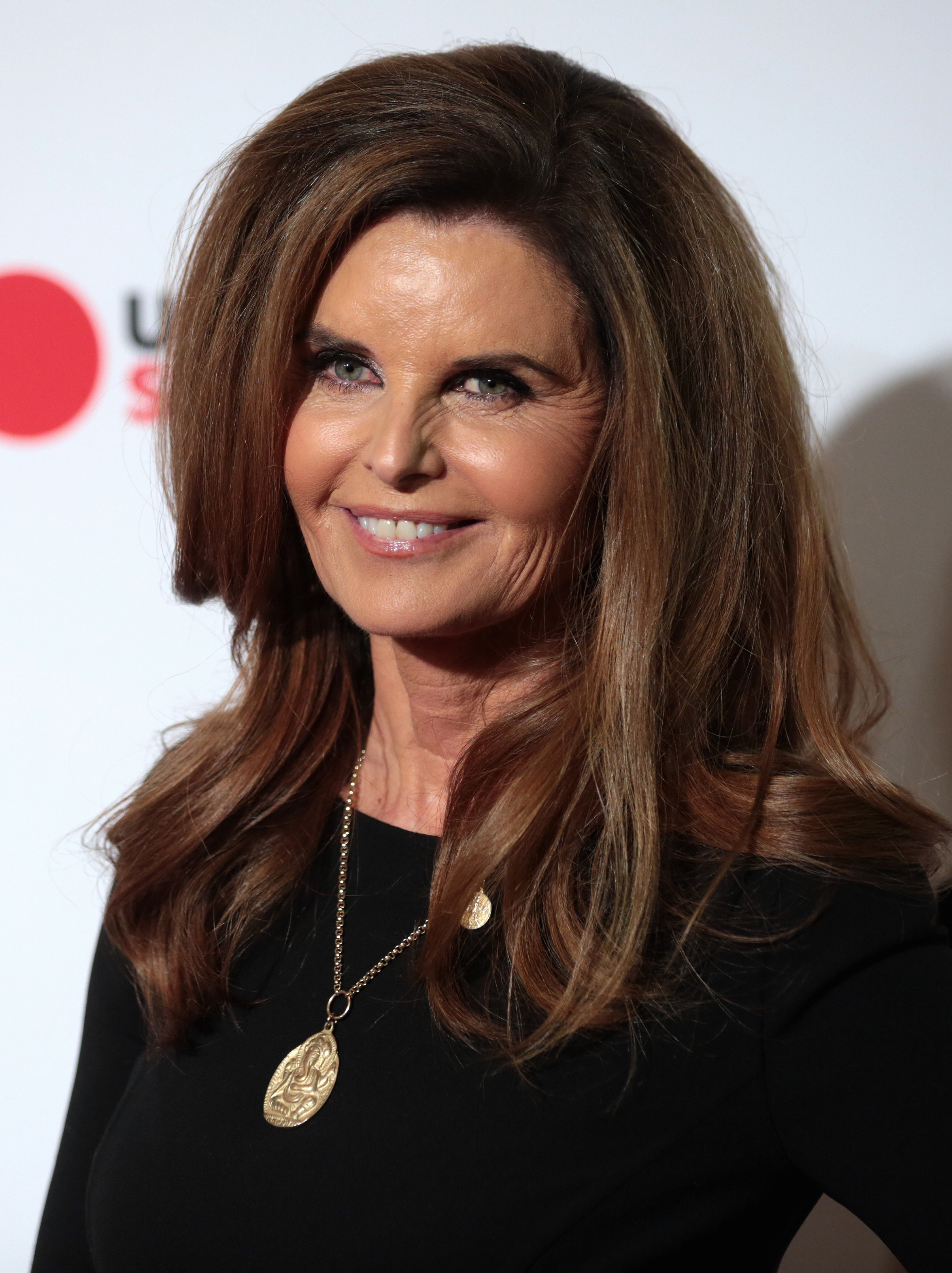
Maria Shriver (2018)

Maria Owings Shriver (* 6. November 1955 in Chicago, Illinois) ist eine US-amerikanische Journalistin und Autorin.

## Leben
Shriver ist die Tochter von Eunice Kennedy und Sargent Shriver, Botschafter der USA in Frankreich von 1968 bis 1970 und Vizepräsidentschaftskandidat der Demokraten im Jahr 1972, und eine Nichte des ermordeten US-Präsidenten John F. Kennedy sowie von dessen Brüdern Robert F. Kennedy und Senator Edward Kennedy. Sie arbeitete lange Jahre als Reporterin und Nachrichtensprecherin der NBC.
Am 26. April 1986 heiratete sie Arnold Schwarzenegger, den die damalige Amerikanistik-Studentin 1977 bei einem von den Kennedys veranstalteten Tennisturnier kennengelernt hatte. Sie haben vier gemeinsame Kinder, darunter die Buchautorin Katherine Schwarzenegger und den Schauspieler Patrick Schwarzenegger. Im Mai 2011 gab das Paar seine Trennung bekannt. Am 1. Juli 2011 reichte sie die Scheidung ein. Die Scheidung wurde im Dezember 2021 vollzogen. Beide einigten sich darauf, das Vermögen Schwarzeneggers, welches bei etwa 450 Mio. Dollar lag, aufzuteilen. Demnach müsste sie etwa 225 Mio. Dollar bekommen haben. 
Im Film Last Action Hero (1993) hatte sie an der Seite ihres Mannes einen Gastauftritt.
Ende April 2013 gab sie bekannt, dass sie ihren früheren Job als Fernsehkorrespondentin wieder aufnehmen werde und als Sonderkorrespondentin zu NBC zurückkehre. Außerdem hat sie mehrere Bücher verfasst.